# Luv Me, Luv Me
Luv Me, Luv Me è una canzone del 1998 del cantante giamaicano Shaggy per la colonna sonora del film "How Stella Got Her Groove Back" ed in seguito inserita anche nell'album del cantante Hot Shot. Il singolo vede la partecipazione di Janet Jackson, mentre nell'album di Shaggy, la parte femminile è interpretata da Samantha Cole.
La canzone figura un massiccio campionamento del brano "Impeach The President" dei The Honey Drippers,
Il brano è sicuramente uno dei maggiori successi di Shaggy negli Stati Uniti dove è riuscito a raggiungere la vetta della prestigiosa Billboard Hot 100, mentre in Europa, l'accoglienza è stata decisamente più tiepida.

## Tracce
1. Luv Me, Luv Me (Radio Edit)  3:28
2. Luv Me, Luv Me (Album Version)  3:55
3. Shaggy feat. Rayvon - Angel (Dance Hall Remix)  5:37
4. Shaggy feat. Rayvon - Angel (Live Version)  5:31

## Chart Performance
| Chart (1998)      | Peak position |
| ----------------- | ------------- |
| Svizzera          | 13            |
| Austria           | 23            |
| Francia           | 60            |
| Paesi Bassi       | 24            |
| Belgio            | 15            |
| Svezia            | 25            |
| Norvegia          | 14            |
| Australia         | 10            |
| Nuova Zelanda     | 34            |
| Billboard Hot 100 | 75            |